# Glaucopsyche
Glaucopsyche es un género de lepidópteros de la familia Lycaenidae principalmente de la región paleártica, con unas pocas especies en el Neártico.
Su envergadura es de 25 a 35 mm. La parte inferior de sus alas es gris o gris pardusco, y el azul verdoso se extiende por la parte inferior del ala posterior. Glaucopsyche tienen pequeños discos negros, a veces dispersos.

## Especies[2]
Dentro del género se encuentran las siguientes especies y subespecies:
- Glaucopsyche alexis (Poda, 1761)
- Glaucopsyche alluaudi Oberthür, 1922 Marruecos subespecie Glaucopsyche melanops alluaudi
- Glaucopsyche argali se encuentra en el Paleártico Oriental. (Elwes, 1899) 
  - Glaucopsyche argali argali SuresteAltái 780
  - Glaucopsyche argali arkhar (Lukhtanov, 2020) Altái
- Glaucopsyche arizonensis McDunnough, 2020 Arizona puede ser la subespecie Glaucopsyche lygdamus arizonensis
- Glaucopsyche astraea (Freyer, 1852) Asia Menor, Kurdistán
- Glaucopsyche charybdis (Staudinger, 1886) Asia Central
- Glaucopsyche damaetas (Denis y Schiffermüller, 2020)
- Glaucopsyche exercises (Boisduval, 2020)
- Glaucopsyche grumi (Forster, 1938)
- Glaucopsyche iphicles (Staudinger, 1886)
- Glaucopsyche kurnakovi (Kurentzov, 1970) Kamchatka
- Glaucopsyche laetifica (Püngeler, 1898) Kazajistán
- Glaucopsyche lycormas (Butler, 1866) Siberia, Mongolia, China, Corea y Japón 
  - Glaucopsyche lycormas lycormas Japón
  - Glaucopsyche lycormas scylla (Oberthür, 1880) Amur Oblast, Ussuri
  - Glaucopsyche lycormas tomariana (Matsumura, 1928) Kunashir
- Glaucopsyche lygdamus (Doubleday, 1842) - azul plateado - América del Norte
  - Glaucopsyche lygdamus afra (Edwards, 1883) 
  - Glaucopsyche lygdamus arizonensis McDunnough, 1936 Arizona
  - Glaucopsyche lygdamus columbia (Skinner, 1917) 
  - Glaucopsyche lygdamus couperi Grote, 1874 
  - Glaucopsyche lygdamus incognita (Tilden, 1974) - Azul de Behr - California
  - Glaucopsyche lygdamus jacki Stallings & Turner, 1947 
  - Glaucopsyche lygdamus maritima (Weeks, 1902) Baja California
  - Glaucopsyche lygdamus mildredi Chermock, 1944 
  - Glaucopsyche lygdamus orcus (Edwards, 1869) California
  - Glaucopsyche lygdamus oro Scudder, 1876 
  - Glaucopsyche lygdamus palosverdesensis - Azul de Palos Verdes - California
- Glaucopsyche melanops (Boisduval, 1829) - azul de ojos negros
  - Glaucopsyche melanops algirica (Heyne, 1895) África del Norte y Sur de España
  - Glaucopsyche melanops alluaudi (Oberthür, 1922) Marruecos
- Glaucopsyche mendigo (Verity, 1919)
- Glaucopsyche mertila (Edwards, 1866)
- Glaucopsyche paphos Chapman, 1920 - Azul de Paphos (endémico de Chipre) puede ser la subespecie Glaucopsyche melanops paphos
- Glaucopsyche piasus (Boisduval, 1852) - punta de flecha azul - oeste de Norteamérica
  - Glaucopsyche piasus daunia (Edwards, 1871) 
  - Glaucopsyche piasus nevada Brown, 1975 Nevada
  - Glaucopsyche piasus sagittigera (C. & R. Felder, 1865) California
  - Glaucopsyche piasus toxeuma Brown, 1971 
  - Glaucopsyche piasus umbrosa Emmel, Emmel & Mattoon, 1998 California, Estados Unidos
- Glaucopsyche seminigra Howarth & Povolny, 1976 Irán y Afganistán
  - Glaucopsyche seminigra seminigra
  - Glaucopsyche seminigra sofidensis Blom, 1979
- † Glaucopsyche xerces (Boisduval, 1852) San Francisco, Estados Unidos